# Bielorrusia en los Juegos Paralímpicos de Tokio 2020
Bielorrusia estuvo representada en los Juegos Paralímpicos de Tokio 2020 por un total de 19 deportistas, 12 hombres y siete mujeres.

## Medallistas
El equipo paralímpico bielorruso obtuvo las siguientes medallas:
| Nombre             | Deporte   | Evento                       |
| ------------------ | --------- | ---------------------------- |
| Oro                |           |                              |
| Ihar Boki          | Natación  | 50 m libre S13 masculino     |
| Ihar Boki          | Natación  | 400 m libre S13 masculino    |
| Ihar Boki          | Natación  | 100 m espalda S13 masculino  |
| Ihar Boki          | Natación  | 100 m mariposa S13 masculino |
| Ihar Boki          | Natación  | 200 m estilos SM13 masculino |
| Plata              |           |                              |
| Yahor Shchalkanau  | Natación  | 100 m espalda S9 masculino   |
| Bronce             |           |                              |
| Lizaveta Piatrenka | Atletismo | Jabalina F13 femenino        |